# Martín Montoya
Pour les articles homonymes, voir Montoya.
Martín Montoya Torralbo, né le 14 avril 1991 à Gavà (province de Barcelone, Espagne), est un footballeur espagnol qui évolue au poste d'arrière droit à l'Aris Salonique.

## Biographie

### Carrière en club

#### Formation au FC Barcelone
Montoya commence à jouer au football dans le club amateur de Gavà (province de Barcelone). À l'âge de 8 ans, il intègre la Masia, le centre de formation du FC Barcelone où il joue progressivement dans chacune des catégories de jeunes.

#### Débuts au sein de l'équipe première du Barça
Il débute en championnat le 26 février 2011 avec l'équipe première de la main de Pep Guardiola en rentrant à la place d'Adriano contre le RCD Majorque.
Le 6 décembre 2011, Montoya est titulaire et marque un but lors du match de Ligue des champions face au Bate Borisov (victoire 4 à 0). Montoya rejoint de façon permanente l'équipe première du FC Barcelone à partir de la saison 2012-2013.
Le 1er juin 2013, Montoya inscrit son premier but en championnat contre Málaga CF.

#### Le prêt avant le transfert définitif à l'Inter Milan
Le 26 juin 2015, le FC Barcelone et l'Inter Milan tombent d'accord sur la base d'un prêt payant d'un million et demi d'euros assortie d'une option d'achat obligatoire fixée à 6,5 millions d'euros.

#### Valence CF
Le 1er août 2016, il est transféré au Valence CF.

### Carrière internationale
Martín Montoya joue avec les diverses équipes d'Espagne en catégorie junior et espoirs. Quelques semaines après avoir remporté le Championnat d'Europe espoirs 2011, il est convoqué par Vicente del Bosque pour la première fois le 25 août 2011 pour deux matchs en septembre : un amical face au Chili et un comptant pour les éliminatoires de l'Euro 2012 face au Liechtenstein. Si Del Bosque avait décidé de le faire jouer, Martín Montoya serait alors devenu le cinquième joueur de l'histoire à débuter avec l'Espagne alors qu'il milite dans les rangs d'une équipe de deuxième division.
Le 3 juillet 2012, Montoya fait partie des 22 joueurs sélectionnés par Luis Milla pour disputer les Jeux olympiques de Londres avec l'Espagne. Le 9 novembre 2012, Montoya est une nouvelle fois convoqué par Vicente del Bosque pour un match amical face au Panama.

## Palmarès et Statistiques

### Palmarès

#### Club
FC Barcelone
- Championnat d'Espagne (3) :
  - Champion en 2011, 2013 et 2015

- Coupe du Roi (1) :
  - Vainqueur en 2012 et 2015

- Supercoupe d'Espagne (1) :
  - Vainqueur en 2013
  - Finaliste en 2012

- Ligue des champions (1) :
  - Vainqueur en 2015

 Real Betis
- Vainqueur de la Coupe d'Espagne en 2022

#### Sélection nationale
- Espagne espoirs
  - Championnat d'Europe espoirs (2) :
    - Vainqueur en 2011 et 2013

### Statistiques
| Saison                | Club                   | Championnat           | Championnat | Championnat | Championnat | Coupe(s) nationale(s) | Coupe(s) nationale(s) | Coupe(s) nationale(s) | Supercoupe | Supercoupe | Supercoupe | Compétition(s) continentale(s) | Compétition(s) continentale(s) | Compétition(s) continentale(s) | Compétition(s) continentale(s) | Total | Total | Total |
| Saison                | Club                   | Division              | M.          | B.          | P.d.        | M.                    | B.                    | P.d.                  | M.         | B.         | P.d.       | Comp.                          | M.                             | B.                             | P.d.                           | M.    | B.    | P.d.  |
| 2010-2011             | FC Barcelone           | Liga                  | 2           | 0           | 0           | -                     | -                     | -                     | -          | -          | -          | C1                             | -                              | -                              | -                              | 2     | 0     | 0     |
| 2011-2012             | FC Barcelone           | Liga                  | 7           | 0           | 1           | 2                     | 0                     | 0                     | -          | -          | -          | C1                             | 1                              | 1                              | 0                              | 10    | 1     | 1     |
| 2012-2013             | FC Barcelone           | Liga                  | 15          | 1           | 2           | 5                     | 0                     | 0                     | 1          | 0          | 0          | C1                             | 3                              | 0                              | 0                              | 24    | 1     | 2     |
| 2013-2014             | FC Barcelone           | Liga                  | 13          | 0           | 2           | 4                     | 0                     | 3                     | -          | -          | -          | C1                             | 2                              | 0                              | 1                              | 19    | 0     | 6     |
| 2014-2015             | FC Barcelone           | Liga                  | 8           | 0           | 0           | 3                     | 0                     | 2                     | -          | -          | -          | C1                             | 1                              | 0                              | 1                              | 12    | 0     | 3     |
| Sous-total            | Sous-total             | Sous-total            | 45          | 1           | 5           | 14                    | 0                     | 5                     | 1          | 0          | 0          | -                              | 7                              | 1                              | 2                              | 67    | 2     | 12    |
| 2015-2016             | Inter Milan (prêt)     | Serie A               | 3           | 0           | 0           | 1                     | 0                     | 0                     | -          | -          | -          | -                              | -                              | -                              | -                              | 4     | 0     | 0     |
| 2015-2016             | Real Betis (prêt)      | Liga                  | 13          | 0           | 1           | -                     | -                     | -                     | -          | -          | -          | -                              | -                              | -                              | -                              | 13    | 0     | 1     |
| Sous-total            | Sous-total             | Sous-total            | 16          | 0           | 1           | 1                     | 0                     | 0                     | 0          | 0          | 0          | -                              | 0                              | 0                              | 0                              | 17    | 0     | 1     |
| 2016-2017             | Valence CF             | Liga                  | 29          | 2           | 1           | 2                     | 0                     | 2                     | -          | -          | -          | -                              | -                              | -                              | -                              | 31    | 2     | 3     |
| 2017-2018             | Valence CF             | Liga                  | 25          | 0           | 4           | 6                     | 0                     | 0                     | -          | -          | -          | -                              | -                              | -                              | -                              | 31    | 0     | 4     |
| Sous-total            | Sous-total             | Sous-total            | 54          | 2           | 5           | 8                     | 0                     | 2                     | 0          | 0          | 0          | -                              | 0                              | 0                              | 0                              | 62    | 2     | 7     |
| 2018-2019             | Brighton & Hove Albion | Premier League        | 25          | 0           | 1           | 4                     | 0                     | 0                     | -          | -          | -          | -                              | -                              | -                              | -                              | 29    | 0     | 1     |
| 2019-2020             | Brighton & Hove Albion | Premier League        | 23          | 0           | 1           | -                     | -                     | -                     | -          | -          | -          | -                              | -                              | -                              | -                              | 23    | 0     | 1     |
| Sous-total            | Sous-total             | Sous-total            | 48          | 0           | 2           | 4                     | 0                     | 0                     | 0          | 0          | 0          | -                              | 0                              | 0                              | 0                              | 52    | 0     | 2     |
| Total sur la carrière | Total sur la carrière  | Total sur la carrière | 163         | 3           | 13          | 27                    | 0                     | 7                     | 1          | 0          | 0          | -                              | 7                              | 1                              | 2                              | 198   | 4     | 22    |